# Prepiella strigivenia
Prepiella strigivenia là một loài bướm đêm thuộc phân họ Arctiinae, họ Erebidae.